# Карраскоса (Куенка)
Карраскоса (ісп. Carrascosa) — муніципалітет в Іспанії, у складі автономної спільноти Кастилія-Ла-Манча, у провінції Куенка. Населення — 107 осіб (2010).
Муніципалітет розташований на відстані близько 130 км на схід від Мадрида, 60 км на північ від Куенки.
На території муніципалітету розташовані такі населені пункти: (дані про населення за 2010 рік)
- Карраскоса: 106 осіб
- Еррерія-де-Санта-Крістіна: 1 особа

## Демографія
Динаміка населення (INE ):